# Boophis piperatus
A Boophis piperatus a kétéltűek (Amphibia) osztályába, a békák (Anura) rendjébe és az aranybékafélék (Mantellidae) családjába tartozó faj. 

## Előfordulása
A faj Madagaszkár endemikus faja. A sziget keleti felén, a Ranomafana Nemzeti Parkban, 1000–1140 m-es magasságon honos.